# ポルノグラフィ
ポルノグラフィ（英: Pornography、仏: Pornographie）とは、裸体や性的行為のリアルな描写によって性的興奮を惹起することを目的としたメディアの総称。ポルノ（英: porn, porno）とも略称され、ギリシア語の pornographos （娼婦 pornē について書かれたもの graphos）が語源とされる。

## 概要
人間の身体や性行為を直接的に視覚イメージ・言語によって表現しようとするこころみは人類の歴史とともに古いが、一般にポルノとして議論の対象となることが多いのは近現代のもので、西洋美術が好んで題材としてきた女性の裸体表現などとも通常区別される。
主要な論点は映像・言語による性的表現の意義といった芸術的・美学的側面（後述「ポルノと芸術の区分」）から、それが引きおこす社会的影響の深さ（後述「社会的影響」）、またそれへの法的規制の可否（後述「わいせつ性をめぐる議論」）まで多岐にわたる。
ポルノに対する規制は欧米諸国を中心にしだいに撤廃されてきたが、日本ではわいせつ物頒布罪などを中心に現在でも比較的厳しい法的規制が行われている。しかし第二次大戦後は世界的な性の解放の潮流に後押しされて、検閲制度をかいくぐった表現の雑誌・映画・ビデオなどが隆盛をきわめ、現在では世界有数のポルノ生産国となっている。

## 歴史

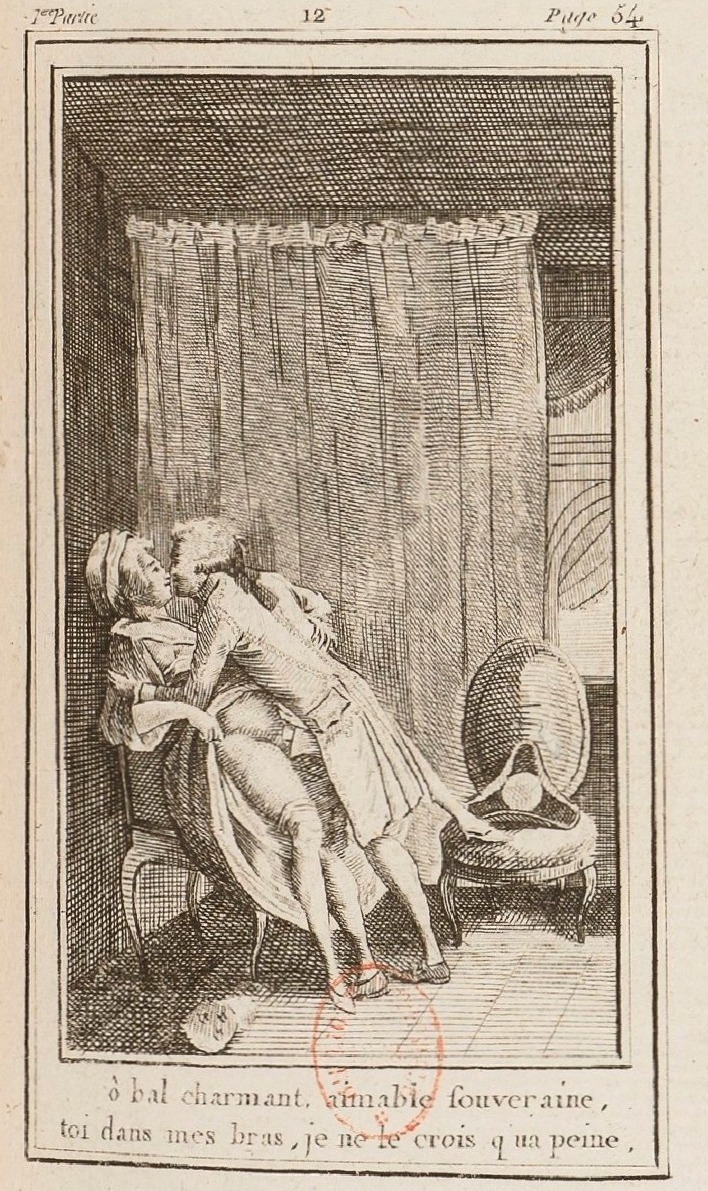
フランス革命期にパリで出版された『マリー・アントワネットの淫らで破廉恥な生活』（1793）挿画。マリー・アントワネットが青年貴族を自室へ呼び抱き寄せている。この時期、王妃は旧体制と王権を攻撃するさいの格好の題材となり、彼女が性的に放縦な生活をおくっていると中傷する出版物がポルノの形をとって大量に流通した。

西欧でも好色・猥雑な表現を盛りこんだ文学作品は古代ローマにまでさかのぼるが、18世紀頃から現在のポルノグラフィに近い「リベルタン小説 Libertine novel / Roman libertin」と総称される作品が数多く刊行されるようになった。
その主要な震源地となったフランスでは、それらは王権・貴族批判と結びついた政治文書としての意味合いを色濃く持ち、膨大な数が流通した。フランス語での「ポルノグラフ le pornographe」という言葉の最初の用例は1769年にさかのぼるとされ、その最も知られた例が、獄中にいたサドが書いた『ジュスティーヌ』などの一連の作品である。同じころイギリスでもジョン・クレランドの小説『ファニー・ヒル』が露骨な性描写で大きな評判をとっている。
19世紀に入って印刷技術が発達したこと、中産階級が読書能力と経済力を獲得するようになったことなどから本格的に市場が広がり、英語では1857年に「ポルノグラフィ− pornography」という言葉の最初の用例が記録されている。
この時期のポルノ小説では『フロッシー』(1897)、『わが秘密の生涯』(1885頃）などが広く読まれたほか、また写真の発明がこの傾向を後押しして『パール』[英語版] など雑誌が数多く発刊される。これらは公序良俗を害するとして、当初、各国で検閲制度が設けられてゆく。
アメリカでは1960年代から性表現規制の実質的な緩和につながる判例が積み重ねられた。まず『チャタレイ夫人の恋人』裁判（1964年）や『ファニー・ヒル』裁判（1966年）において、連邦最高裁がそれぞれの作品のわいせつ性を否定する判決を出した。さらに文学作品ではなく明確なポルノに対してもわいせつ性を否定するレッドラップ裁判（1967年）を経て、性表現はどのようなものであってもアメリカ憲法修正第一条によって保護されるとする判決が相次いでゆく。

一方でこうした動きに対する反発も根強く、1967年に性描写を多く含むスウェーデンの映画『私は好奇心の強い女』がアメリカで公開されたさいは一時公開禁止となっている。またアンディ・ウォーホルによる『ブルー・ムービー』（1969）、性器の交接部からオーラルセックスまでを克明に描写したポルノ映画『ディープ・スロート』（1972）などはわいせつ性を認定され起訴・有罪となっている。1969年にアメリカで大統領の諮問による「猥褻とポルノグラフィーに関する委員会」[英語版]が識者らによる提言としてポルノ規制の撤廃を諮問したさい、当時のジョンソン大統領は激怒して報告書の受け取りを拒否している。

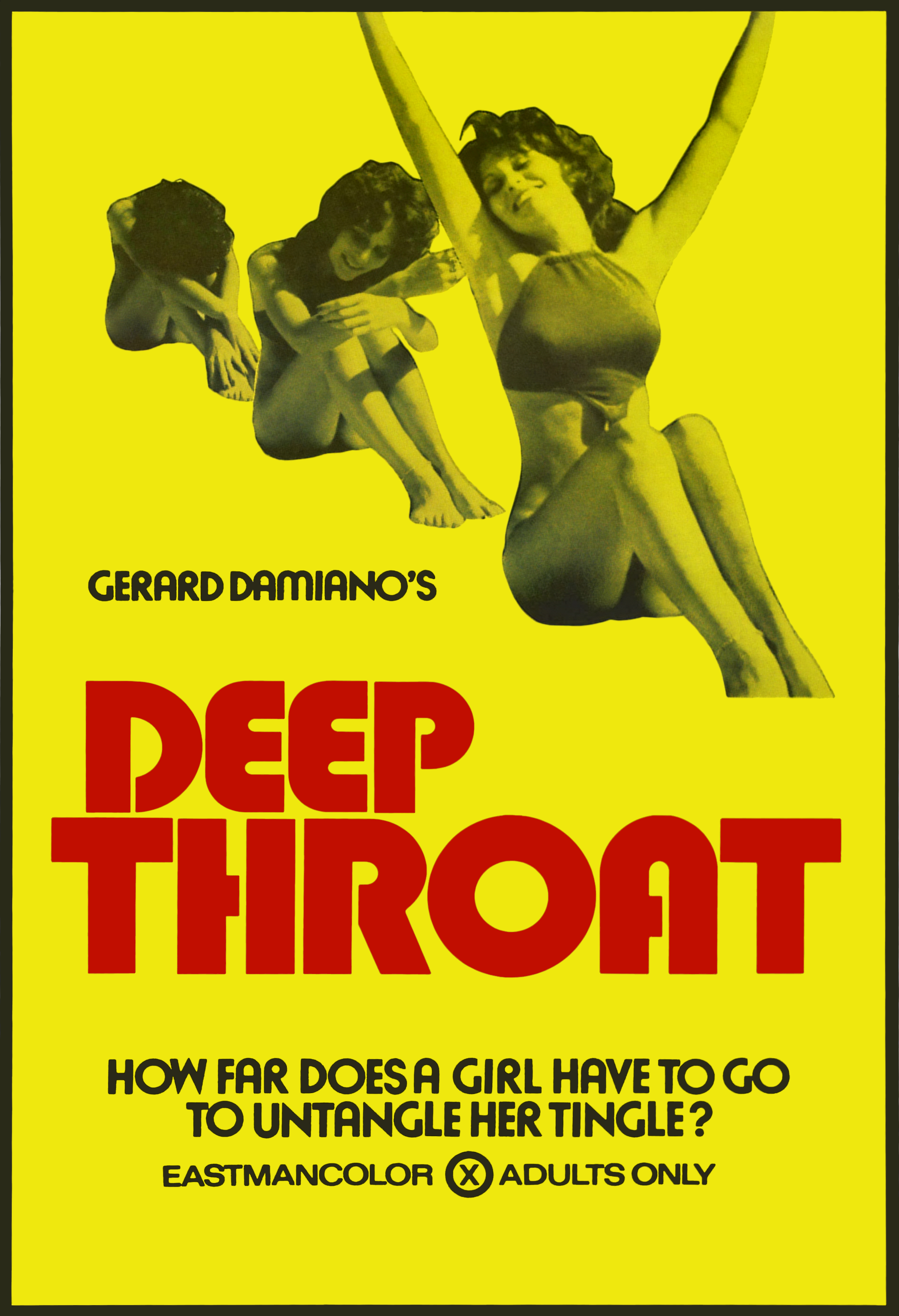
1972年にアメリカで公開された映画『ディープ・スロート』ポスター。欧米における性表現規制撤廃の象徴的な作品とされ、過激な性行為描写が社会現象となった。

しかし1969年、デンマークが検閲を廃止してポルノを合法化した最初の国となり、生産されたポルノが世界的な人気を集めるなか、欧米における表現規制はしだいに有名無実化してゆく。
フランスで製作された『エマニエル夫人』（1974）と『O嬢の物語』（1975）などが世界的なヒット作品となったほか、ラウラ・アントネッリ主演の『青い体験』（1973）、ベルナルド・ベルトルッチ監督『ラスト・タンゴ・イン・パリ』などは性的表現を含み、一般館で上映される疑似ポルノとして消費されたと言われる。
インターネットの普及以後は検閲制度の異なる海外のポルノ映像の閲覧が容易になったため、ポルノ消費は世界的に大きく拡大したとされる。2000年以降はカナダで登場した「Pornhub」などポルノ映像専門サイトの乱立で、この傾向はさらに加速したと考えられている。こうしたオンライン・ポルノの視聴実態について正確・網羅的な調査は困難だが、2023年時点でアメリカ人男性の69％、女性の40％がオンラインでポルノを視聴したことがある、とする調査結果がある。（⇒参照「ポルノ映画」

### 日本
日本では平安時代に描かれた「偃息図（おそくず）」や、鎌倉・室町時代につくられた愛慾絵巻『小柴垣草子』『袋法師絵詞』、そして江戸時代の枕絵・あぶな絵などの秘戯画や春画、『好色吾妻鑑 （あづまかがみ） 』『好色床談義』など個人の楽しみのため受容されてきた作品の歴史は古いが、一般にポルノグラフィーと呼ばれるのはやはり近現代のものである。
（文芸）
明治維新以降の日本でも、江戸期以来のいわゆる艶本の伝統を受け継いでポルノ小説に類する文芸作品が多数書かれたが、その多くは少部数の流通にとどまったため全体像ははっきりしない。またわずかな性描写であっても発売禁止（発禁）措置を受ける傾向が強まり、例えば雑誌『昴』に発表後１か月で発禁となった森鴎外『ヰタ・セクスアリス』（1909）や、永井荷風『ふらんす物語』、佐藤紅緑の短編「復讐」の例がよく知られている。
大正時代には欧米で研究が始まっていた性科学に対する関心が高まり、1916年（大正5年）には雑誌『新公論』に「女性の新研究」と題する附録が性科学研究の紹介を行っているが、これも直ちに発禁となっている。これらの措置をかいくぐるため伏せ字（性器や性描写の一部を「×××が」「△△△の」などと表現する）とする形での出版が横行したが、これは取締の回避にそれほど効果はなかったとされる。
表現取締の圧力はしだいに強まり、太平洋戦争の開戦前から戦時中にかけて書き継がれた川端康成『雪国』のような作品ですら、発表時には青年と少女の描写が伏せ字になっていた。
戦後では雑誌『猟奇』（1946年12月号）に掲載された北川千代三『Ｈ大佐夫人』が最初の発禁例だという。1970年に至っても、江戸期の艶本を復刻するさいに伏せ字部分を別冊として刊行した出版社がわいせつ物頒布の罪に問われている。
そのため日本では摘発・発禁を逃れる性表現を工夫した作品が主流となり、1960年代には団鬼六、千種忠夫、蘭光生らがSM描写を売り物とする作品を発表したほか、同時期に川上宗薫・宇能鴻一郎・富島健夫や泉大八・阿部牧郎・豊田行二らは一般誌にも活動の場を広げて人気を博した。このころ丸茂ジュン・岡江多紀・中村嘉子など女性作家も登場している。（⇒「官能小説」）
1980年代に入って活字による性表現が事実上解禁され、以後、文学表現に対する摘発・発禁は姿を消す。80年代半ばにはフランス書院文庫・マドンナメイト文庫・グリーンドア文庫などポルノ小説専門の文庫レーベルが発刊され一般書店にまで並ぶようになっている。（⇒そのほか戦後の小説作品の取締事例は後述「わいせつ性をめぐる議論」を参照）
（映画・映像）
映画では、すでに明治時代に『虱』『禁欲』といった国外から輸入された作品が秘かに上映されており、それらは女性の性器を映し出していたという。公的な記録にあらわれた例では、1926年（大正15年）、香港から輸入された『創世記』を顧客向けに上映した大阪の料亭が摘発され、これを審理した大審院判決に「男女交媾の状態を撮影したる創世記と題するわいせつの活動写真映画を、公然映写陳列したるものなり」の文言が残る。同様に男女の交接を撮影したフィルムは、国産では翌1927年（昭和2年）頃の『新郎新婦』が最初の例とされるが、これは直ちに摘発され、以後日本ではポルノ映画は公には作られなくなる。
戦後になると、男女のセックスシーンを私的に撮影した自主製作映画のようなものが「ブルーフィルム」と称されて、旅館や飲食店等でなかば公然と上映されるようになった。その最初のものは1948年頃に京都で密造された、モノクロ16ミリの『情慾』（『強盗』）だという。
1963年、配給会社の国映などによって製作された『欲情の谷間』や『不貞母娘』『野生のラーラ』が女性の裸体や官能的なシーンを売り物として一般館で上映され、これが大いに観客を集めたことから、前年1962年に倒産していた新東宝のスタッフらも流入して1965年までに同種の映画が300本以上も公開された。これらは「ピンク映画」と呼ばれ、とくに1964年の武智鉄二『白日夢』『紅閨夢』などは、当時高級館とみなされていた松竹系でも上映されている。
翌1965年に、武智による『黒い雪』が風俗取締法違反で摘発・有罪となるが後に検察側が上告を断念する（⇒後述「わいせつ性をめぐる議論）。以後、映画界全体が不振に陥るなかで確実に観客動員を見込めるジャンルとして大手の映画会社が参入し（⇒「東映ポルノ」）、とりわけ1971年に参入した日活は1980年代までにおよそ1100本を製作している（⇒「日活ロマンポルノ」）。
1980年代以降は家庭用ビデオデッキの普及などにも後押しされ、日本独特の「アダルトビデオ」が大量に作られるようになってゆく（⇒「アダルトビデオの歴史」）。
インターネット普及後、東南アジアなどで日本製ポルノに人気が高まったとされる。研究者による網羅的な調査はまだ行われていないが、2022年にアメリカのネットメディア「QUARTZ」[英語版] がポルノサイトでの検索語を独自に集計したところ、東南アジア諸国においてもっとも多く検索された55の単語のうち、23が「蒼井そら」など日本人AV女優の名前を含む日本関連の単語だったという。
また上述の「日活ロマンポルノ」は近年になって国外でも関心が高まり、その構図の大胆さなど映像表現面での先進性・独自性を世界的な映画史の文脈に置きなおして再評価する動きが活発になった（⇒ 「Pink Film [英語版] 」。とりわけ当時の代表的監督の一人だった神代辰巳『恋人たちは濡れた』（1973）が2016年のスイス・ロカルノ国際映画祭で上映されたのをきっかけに、2022年にはヴェネツィア国際映画祭のクラシック部門（旧作レストア版の上映シリーズ）において、黒澤明『七人の侍』や溝口健二『山椒大夫』につづいて田中登『㊙色情めす市場』（1974）が選出され上映されている。

## ポルノと芸術の区分

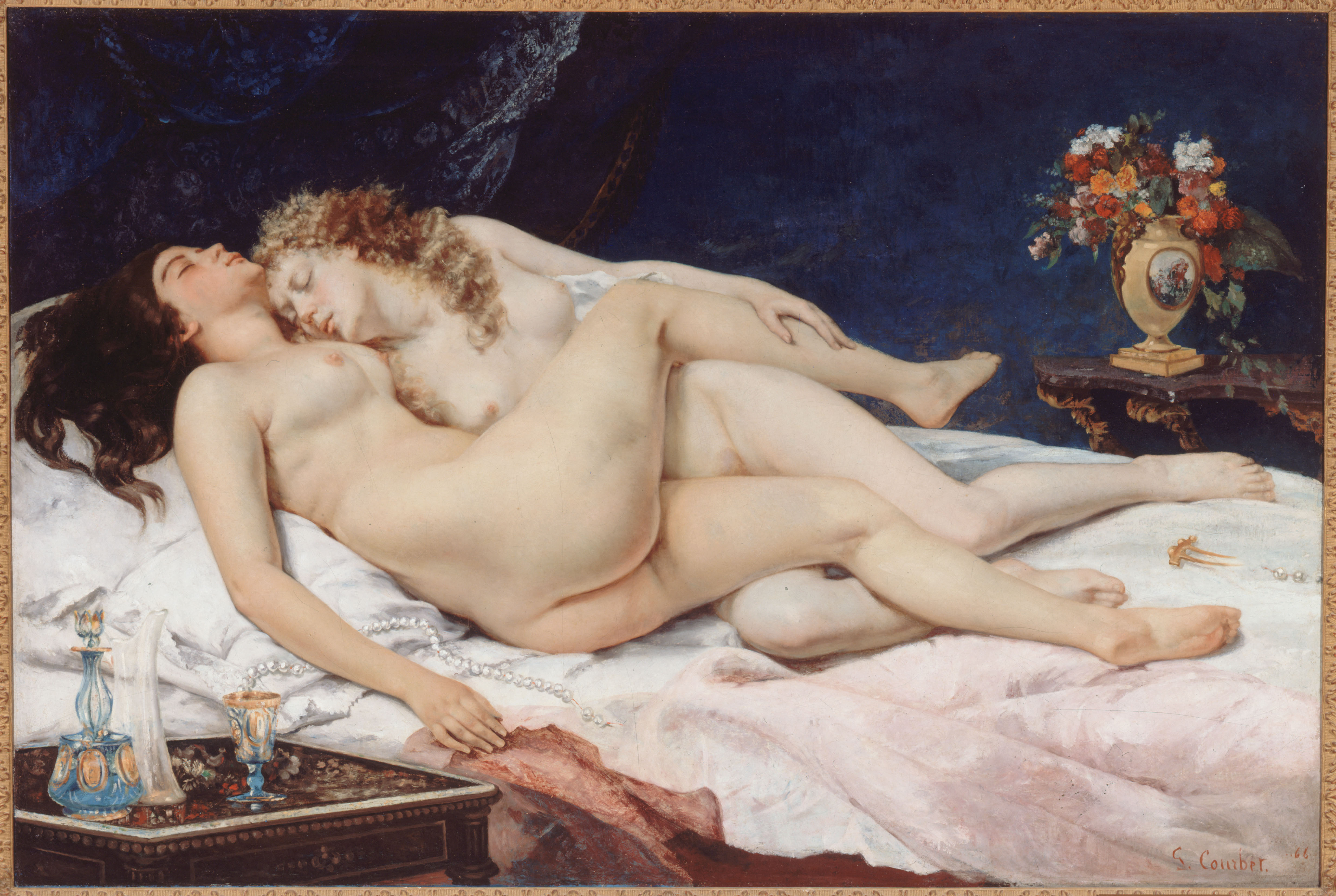
クールベの絵画《眠り》（ルーヴル美術館、1866年）。伝統的なポルノ排斥論に対しては、視覚表現の内容や手法だけではポルノと芸術作品を厳密に区別できない、とする根強い批判がある。

ポルノを芸術的な性表現から区別・排除しようとする伝統的な主張を、英国美学会会長を務めていたハンス・メースは次の４種類に分類している。
1. 表現内容に注目するもの。伝統的な西洋美術で描かれる女性の裸体が身体全体の均衡や調和に注目するのに対して、ポルノは性器や乳房・交接部など解剖学的な細部に拘泥する。
2. 道徳的効果に注目するもの。ポルノは出演者・被写体をしばしば屈辱的・暴力的に描くため、その制作過程で実在する人物への虐待（肉体的にも精神的にも）が発生することが多く、また出演者が敬意をもって扱われたとしても、見る側に女性の従属を肯定するよう促す効果をもちうる。その点でポルノはヘイトスピーチの一形態である。
3. 芸術性の質に注目するもの。一般に芸術と呼ばれるものが多様な解釈を可能にするのに対して、ポルノは性的興奮を惹起するというただ一つの目的のために人物や状況を類型化・均質化する。また慎重に構想・制作され独創性を追求しようとする芸術作品に対して、ポルノは基本的に大量生産される工業品であって、大半は既存の手法・題材を反復しているだけである。
4. 鑑賞形態に注目するもの。芸術作品が作品自体に関心を向かわせる本質的価値 (intrinsic value) を持つのに対して、ポルノは性的興奮を起こすという手段的価値 (instrumental value) しか持っていない。そのためポルノは一度消費されるとほとんど価値を失ってしまう。

一方でこうした伝統的な区分ではポルノと芸術をつねに峻別できないとする強い批判がある。メースは、高い芸術性を有すると認められているものでも、例えばゴシック建築の大聖堂は既存の手法・題材が反復されているし（上記３の論点）、Ｄ・Ｈ・ロレンス『チャタレイ夫人の恋人』やクールベ《眠り》といった傑作も排除されねばならない（上記１・２の論点）、と論じている。
またメースは、ポルノとみなされる要素の多くを備えているが美学的に重要作品とみなされている例としてベルナルド・ベルトルッチ『ラスト・タンゴ・イン・パリ』やラース・フォン・トリアーの映画作品などを挙げている。
（⇒参照「ヌード」「ヌード写真」「男性のまなざし」）

### わいせつ性をめぐる議論

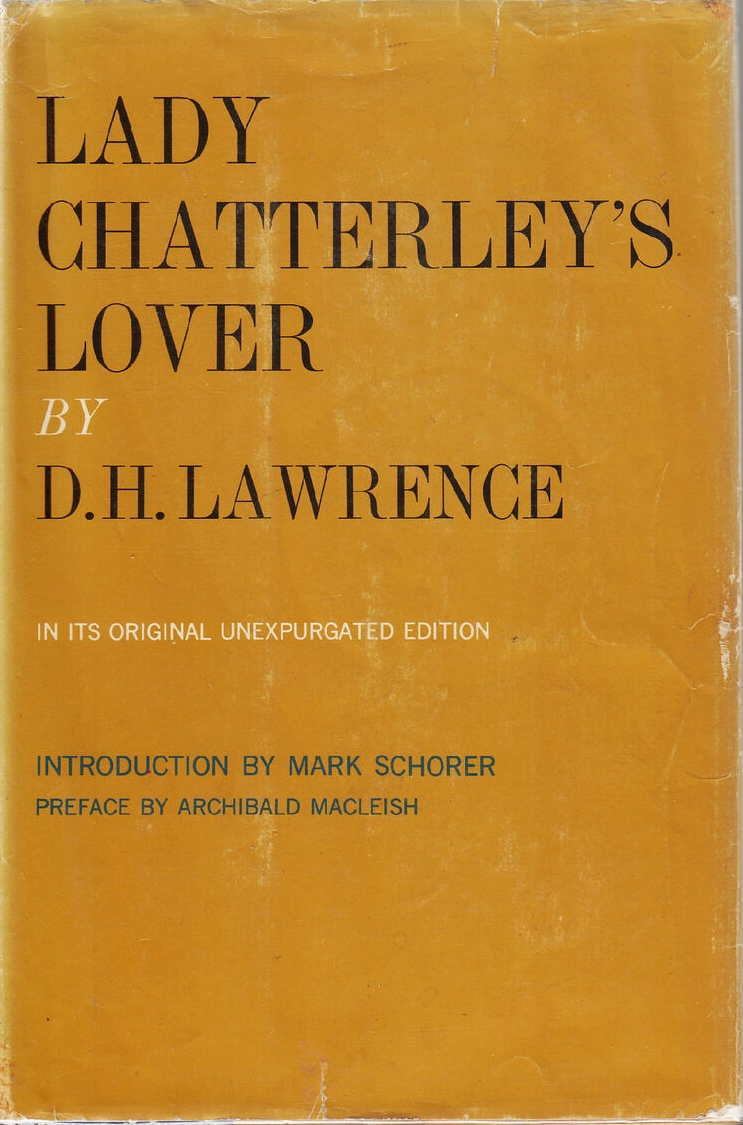
アメリカで1959年に刊行された無削除版『チャタレイ夫人の恋人』。イギリスでも1928年に原著が出版されたのち検閲版の刊行が長くつづき、無修正版が出版された1960年にはやはりわいせつ性をめぐって版元が起訴されている、これが無罪判決となったことがひとつのきっかけとなり、文学における性表現規制の緩和がすすんでゆく。

ポルノは当初欧米でも「わいせつ obscene」なものとして規制・検閲の対象となったが、欧米では上述のとおり第二次大戦後しだいに規制撤廃の方向へ進んだ。
日本では1907年に制定された刑法第175条「わいせつ物頒布等の罪」が根拠条文となり、「チャタレー事件」（1957）で最高裁大法廷が示した「わいせつ性」の判断基準が、現在でも有効だと考えられている。
これはわいせつ物を「その内容が徒らに性欲を興奮または刺戟せしめ、かつ、普通人の正常な性的羞恥心を害し、善良な性的道義観念に反する文書をいう」と定義したうえで、「芸術性と猥褻性とは別異の次元に属する概念であり、両立し得ないものではない。 (…) 芸術といえども、公衆に猥褻なものを提供するなんらの特権をもつものではない」と述べている。つまり芸術的にすぐれているかどうかに関わらず法解釈としてわいせつ性を認めることは可能であるとする立場である。
これに従って、チャタレー事件では版元の出版社社長と、翻訳者の伊藤整が起訴され有罪となった。また吉田健一訳『ファニー・ヒル』の刊行（1967）、「悪徳の栄え事件」（1969）、「四畳半襖の下張事件」（1980）でも同様に出版側が有罪となっている。
しかしこれらの規制はしだいに実質的な緩和の方向へ向かい、映画が対象となったケースでは、「黒い雪事件」（1969）は一審で無罪ののち検察側が上告を断念、「日活ロマンポルノ事件」（1969）では映倫の審査員も共犯として起訴されたが一審・二審とも無罪、さらに「愛のコリーダ事件」（1979）でも一審・二審とも無罪となっている。写真集のわいせつ性が問われた「メイプルソープ事件」（2008）では一審と二審で判断が分かれたが、最高裁は二審判決を破棄し、下級審による「わいせつ物」の認定を取り消した初のケースとなった。
現在、一般に公開される映画やビデオ・写真では性器や交接部分にモザイク処理を行うといった措置が取られているが、なぜそれで合法と判断されるのか、その法的根拠や適用範囲が曖昧だとする根強い批判がある。またインターネットが普及して海外の性表現が容易に閲覧できるようになった現在では、性表現規制そのものが実質的に無意味になっているとする議論もある。
（⇒参照「検閲」「レーティング」「官能小説」「ヌード写真」「ヌードシーン」）

## 社会的影響

カナダに拠点を置くアダルトサイト「Pornhub」ロゴ。国別の閲覧者数では現在アメリカが最多で、以下インドネシア、ブラジル、フランス、フィリピン、日本などとなっている。

ポルノが社会に及ぼす影響は、肯定的・否定的双方の面について研究が行われている。
肯定的な影響があるとする主張には、ポルノの視聴・利用によって性愛の多様な実践・コミュニケーション技術が学べるとするものや、性的覚醒やオーガズム反応が向上するといった身体的効果に注目するものがある。また自慰行為の一環としてポルノを利用することで、ストレス低減や不安緩和に寄与する、またパートナーと一緒に視聴することで親密性の深化につながる、などと報告する調査も行われている。
一方でポルノが社会に及ぼす否定的な影響については、近年その身体的側面が注目されるようになった。過度のポルノ視聴が脳のドーパミン報酬系に作用して強い刺激に依存するようになることで、現実の性行為・性機能に悪影響を及ぼすことが報告されている。とりわけ若年男性で性行為における勃起障害 (ED) の32％ほどがポルノ依存によるものと推測されており、また鬱症状や孤独感を悪化させているとする報告もある。
さらに、中毒的なポルノ視聴は「PPU (ポルノの依存的利用 problematic pornography use)」と総称され、実際の性暴力など問題行動に結びついたり、「強姦される女性被害者は性的快感を示す」「女性は強姦されたがっている」などとする「レイプ神話」を正当化しやすいとする研究がある。また実際の性行為のイメージとかけはなれた期待をもつことで、若年層における性的不安・性的価値観の混乱を引きおこす可能性なども指摘されている。（⇒参照「ポルノ依存症」）
さらに近年、そうした個人への悪影響に加えて、ポルノ作品が映画・写真などで製作されるさい、女性が意に沿わない性行為の撮影を強要されるといった出演者に対する抑圧的側面も重視されるようになった。とりわけ児童を対象とする児童ポルノにおいては、児童への長期におよぶ心身へのダメージや、児童性犯罪の助長といった悪影響が強く意識されるようになり、欧米を中心に厳しい規制が開始され、この傾向は日本にも波及している。2020年にはポルノ動画配信サイト「Pornhub」に一般の未成年者のヌードや性行為の映像が大量にアップロードされていると報道され、大きな国際問題に発展している。（⇒参照「児童ポルノ禁止法」）

### ポルノと性犯罪の関係

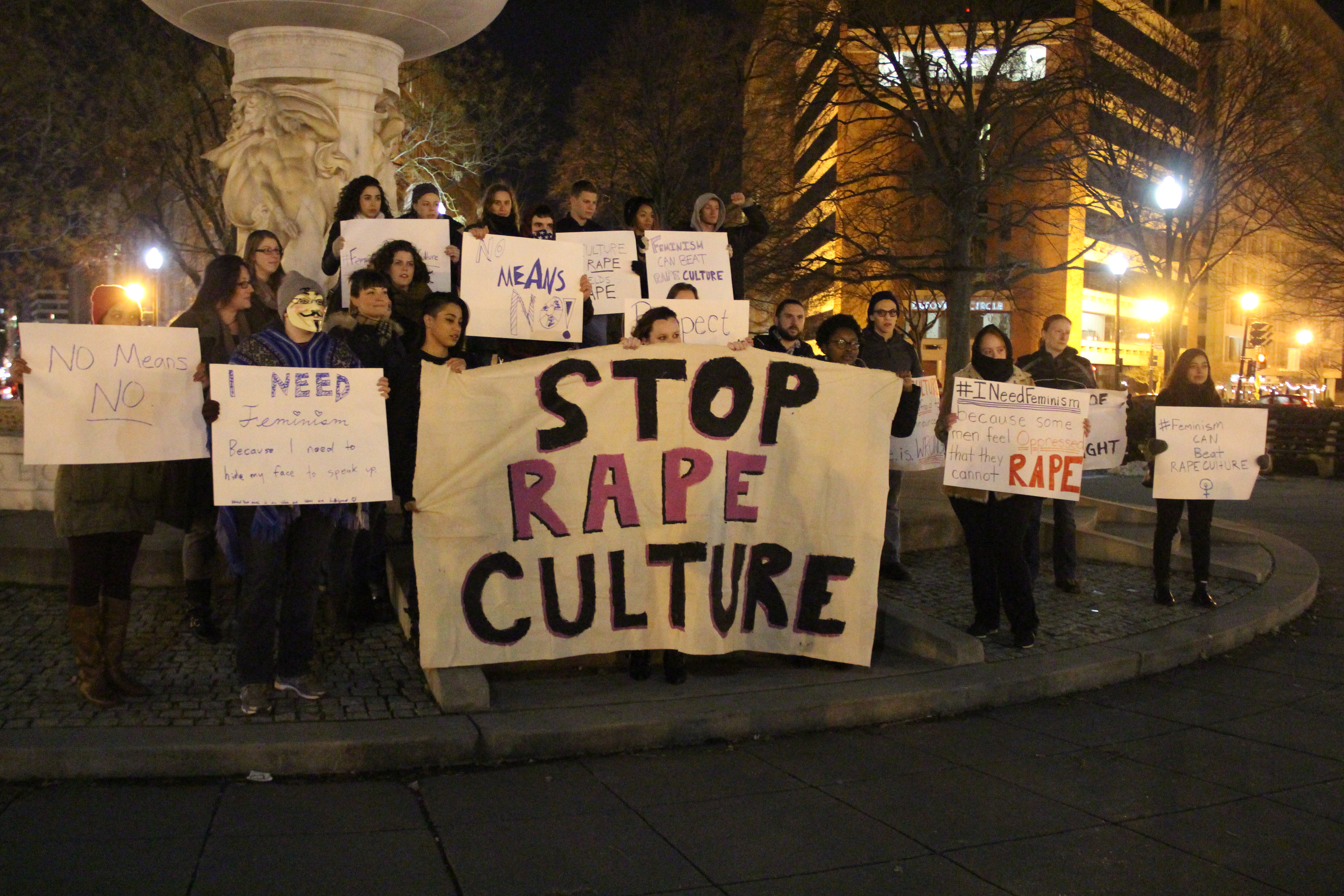
米ワシントンＤＣの地下鉄で発生した強姦事件で、抗議デモを行う市民（2016年）。暴力的描写を含むポルノの視聴は「レイプ神話」を補強しやすいとする有力な研究がある（本文参照）。

ポルノ（主に映画・映像）を視聴する行為と現実の暴力や性犯罪との関係については、さまざまな調査が行われている。
例えばアメリカでＤＶ（ドメスティック・バイオレンス）加害者のための治療プログラム参加者を対象とした調査では、PPU（上述）経験者の男性ほどパートナーへ性的暴力をふるう割合が高かった。また高校生以下の未成年者がポルノ視聴を行った場合、性暴力を模倣する可能性が高くなったとする調査もある。
とりわけ暴力的ポルノ（男性が女性を武器等で脅して強姦する等）の視聴が女性への攻撃行動をうながすかどうかについては、幾つかの研究で、実際に攻撃が顕著に増加することが報告されている。
こうした研究は欧米では数多く積み重ねられており、2001年には、それらの文献サーベイによる論文において、暴力的ポルノに接触した場合「逸脱的な性行動を取る傾向」「性犯罪の遂行」「強姦神話の受容」「（現実の）人間関係に困難をきたす経験」の可能性がいずれも２〜３割程度増大すると報告されている。その一方、いわゆる「カタルシス効果」（ポルノ視聴によって性的欲求がガス抜きされ現実の犯罪は減少する）については、実証的裏づけはほとんど行われていないという。
ただしこれまで行われたどの研究も、暴力的なポルノと現実の性暴力との相関関係がある程度まで示唆されてはいるが、ポルノの定義が曖昧で研究ごとにばらつきが大きいことや調査対象が限定されていることなどから、「ポルノ視聴が性暴力を引きおこす」という因果関係が最終的に裏づけられるには至っていないとされる（ポルノが暴力を誘発するのではなく、暴力的な人間がポルノを視聴しているにすぎない、等）。
一方で、ビデオ・映画などでポルノ作品を製作するプロセス自体が犯罪を生み出しているとする主張がある（⇒後述「ポルノ規制論）。フランスでは、性暴力対策をあつかう政府関連機関「女性と男性の平等に関する高等評議会 (Haut conseil à l'égalité entre les femmes et les hommes)」が１年半にわたって関係者に取材し、Pornhub など代表的なポルノサイト上で数百万本の映像コンテンツの調査を行った。その報告書（2023年）によると、それらの映像コンテンツの約９０％で女性に対する言語的・身体的な暴力が確認でき、その多くがフランスの法律では拷問・虐待に該当する違法行為だったという。報告書は、女優らが自発的に出演契約を結んでいたとしても、そうした契約そのものが違法であるとして、フランス政府に早急な対策強化を求めている。
（⇒参照「性的虐待」「性的暴行」「男性への性暴力」）

## ポルノ規制をめぐる議論
（⇒参照「フェミニスト・セックス論争」「セックス・ポジティブ・フェミニズム」）

### ポルノ規制論

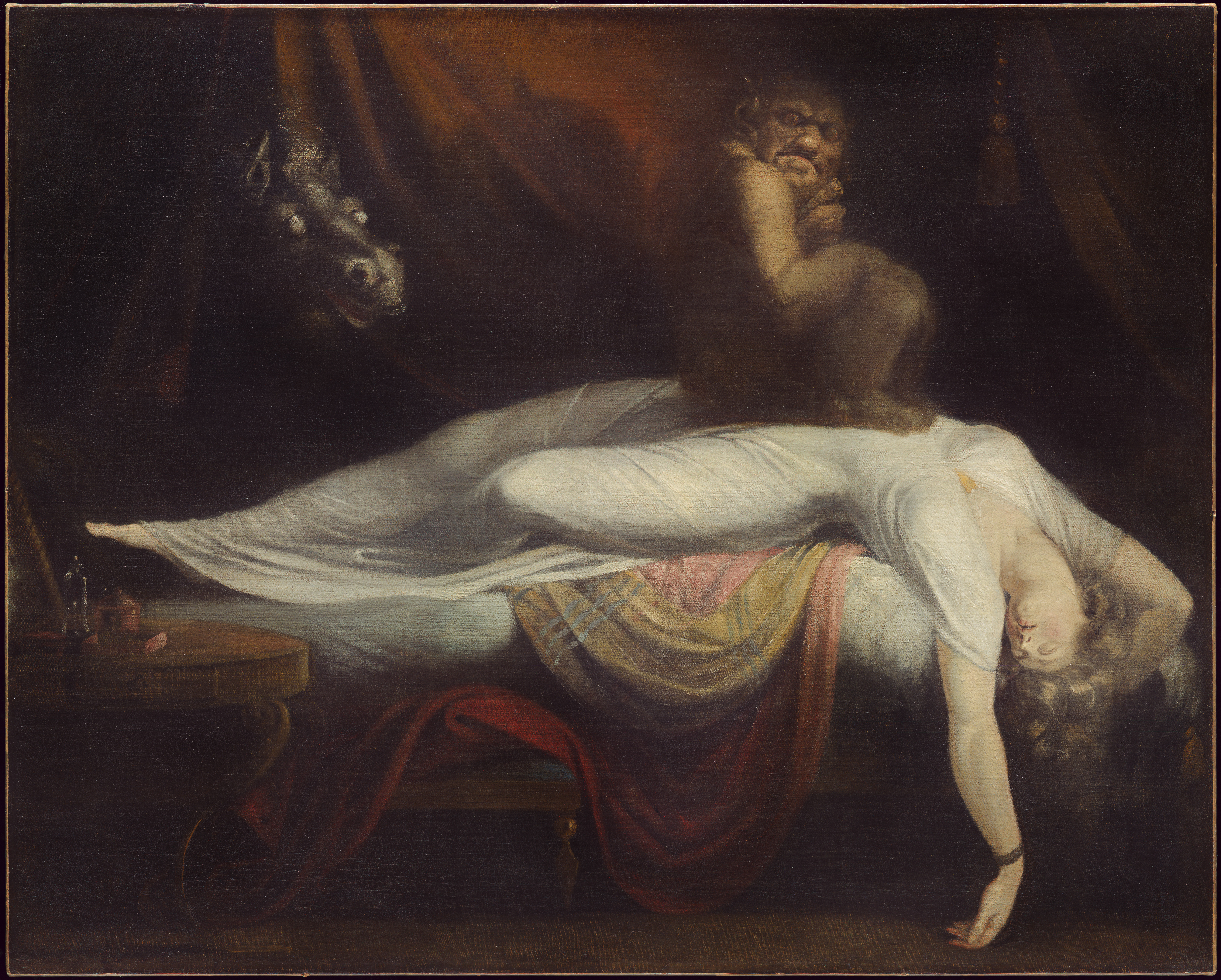
スイスの画家ヘンリー・フュースリによる《悪夢》（1781年）。さまざまな解釈が提出されているが、女性に対する男性の加害欲求や、それに対して女性が潜在的に抱く恐怖心、また逆にそれをファンタジーとして待ち望む女性側の嗜虐的な欲望を表現しているとする説がある。精神分析を創始したフロイトはこの作品の複製を自室に飾っていたとされる。

ポルノに対する批判の中で最もよく知られているもののひとつは、アメリカの法学者キャサリン・マッキノンと哲学者アンドレア・ドウォーキンによるフェミニストの立場からの批判である。
その主な論拠は、哲学者ロリ・ワトソンらの整理によれば以下の三つである。（1）ポルノが製作されることで現実の女性（女優など）を蹂躙し屈従させている。（2）ポルノが広く視聴されることで女性を屈服させる女性蔑視の文化を補強してしまう。（3）ポルノ視聴によって性犯罪・セクハラなど女性への暴力が増加する。
ドウォーキンによれば、ポルノの視聴には「自発的な疑念停止」が不可欠である。なぜならそこに映っているのが現実にはプライベートな場にいる女性ではなく、カメラと熱い照明・大勢のスタッフの視線にさらされている生身の女性であって、不自然な衣装とメイクは撮影のための演出にすぎない、といったことを脳裏から追い出さなければポルノを楽しむことはできないからである。ところがそのようなポルノが広く普及することによって、「現実の女たちが、ポルノに描かれるようなものとして存在せよと要求されるようになってきている」。ドウォーキンはそのように主張し、ポルノの法的規制を訴えた。
実際にマッキノンとドウォーキンは規制条例の草案 [英語版] を作成し、アメリカ各州での条例制定に向けて運動を展開した。草案は、「ポルノグラフィは、性別にもとづく差別的な慣行であり、女性が社会において平等な機会を得ることを拒んでいる」と規定し、公的権力によるポルノ規制を求めていた。これにもとづいて、1983年にミネソタ州ミネアポリス、1984年にインディアナ州インディアナポリスなどで実際に条例が制定されたが、のちに市長による拒否権発動や連邦最高裁での違憲判決（アメリカ書籍業協会対ハドナット裁判）などを受けて現在実際に施行されている例はない。
また作家・活動家のグロリア・スタイネムによる「エロティカ」論も、古典的なポルノ批判としてよく知られている。スタイネムは「エロティカとポルノグラフィ」（1978）と題するエッセイにおいて、この二つの要素を峻別することを提案した。
スタイネムによればエロティカは「相互的な快楽をともない、当事者が十分な判断力によって自らの積極的な意思で関わっている性的な表現」であるが、一方のポルノは全く異なる。「そのメッセージは暴力、支配、そして征服である。そこではセックスが、不平等を強化したり新たに作り出したりするために用いられており、痛みや屈辱（自分のものでも他人のものでも）が快楽と同じものだと私たちに信じさせようとしている」。スタイネムはそのように述べて、前者の「エロティカ」は有意義だが後者のポルノは社会にもたらす害悪の方が大きいと論じた。

### 規制批判

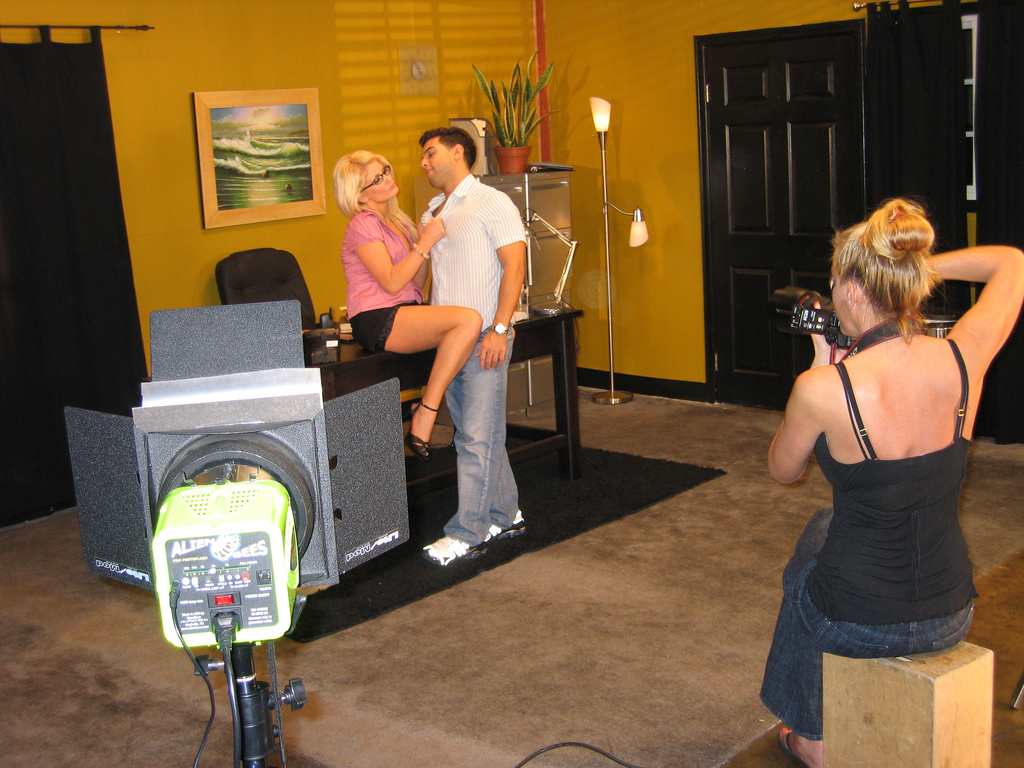
ポルノ映画の撮影現場（アメリカ、2007年）

フェミニストの中でも、ポルノ禁止はポルノを自慰に利用する女性の存在を無視している、スタイネムのような「エロティカ」理解は女性の性欲の多様性を反映していない、などとする批判がある。女性による自慰行為のためのポルノ利用については、近年になって研究が重ねられており、その多くが精神的安定や体調改善のためにある程度まで有効だと結論づける傾向にある。同性愛者の女性向けに作られたポルノが、異性愛者の女性によって好んで視聴される事例も報告されている。
また日本で1970年代から約20年間にわたっておよそ1100本が公開された「日活ロマンポルノ」に対しても、近年その映像表現の先進性や、女性が明確な主人公と設定されている点を評価したうえで、ロマンポルノは「今日では多くの女性観客の支持を集めている」と主張する女性研究者があらわれている。
しかし、ポルノが身体面で良い影響をもたらすとする近年の調査（⇒上述「社会的影響」）をのぞけば、ポルノそのものに積極的な意味があるとする主張は少なくともまだ理論化の途上にあり、現在行われている主なポルノ規制批判は、ポルノを公権力が法的に規制しようとすることに反対する「規制への批判」である。
その代表的なものは法哲学者ロナルド・ドウォーキンらによる批判である。彼はマッキノンらポルノ規制論を検討し、彼女たちの言う「ポルノが現実の性犯罪を増加させる」という主張は調査によって裏づけられていないと批判。さらにポルノに出演する女性たちが不本意に従属させられていると考えるのは、女性側の自発性を無視し、さらに彼女たちの経済的機会を奪うだけの結果になっている点で誤りだと主張している。法学者ナディーン・ストロッセンも、ポルノを規制することによって、より大きな社会的害悪がもたらされるとして公的規制に反対している。
社会学者のアンソニー・ギデンズは、ポルノ自体への批判・肯定には言及していないが、ポルノの普及はマッキノンらが言うような家父長制の強さによるものではなく、逆に男性側の不安と動揺が原因ではないかと指摘している。

## そのほか

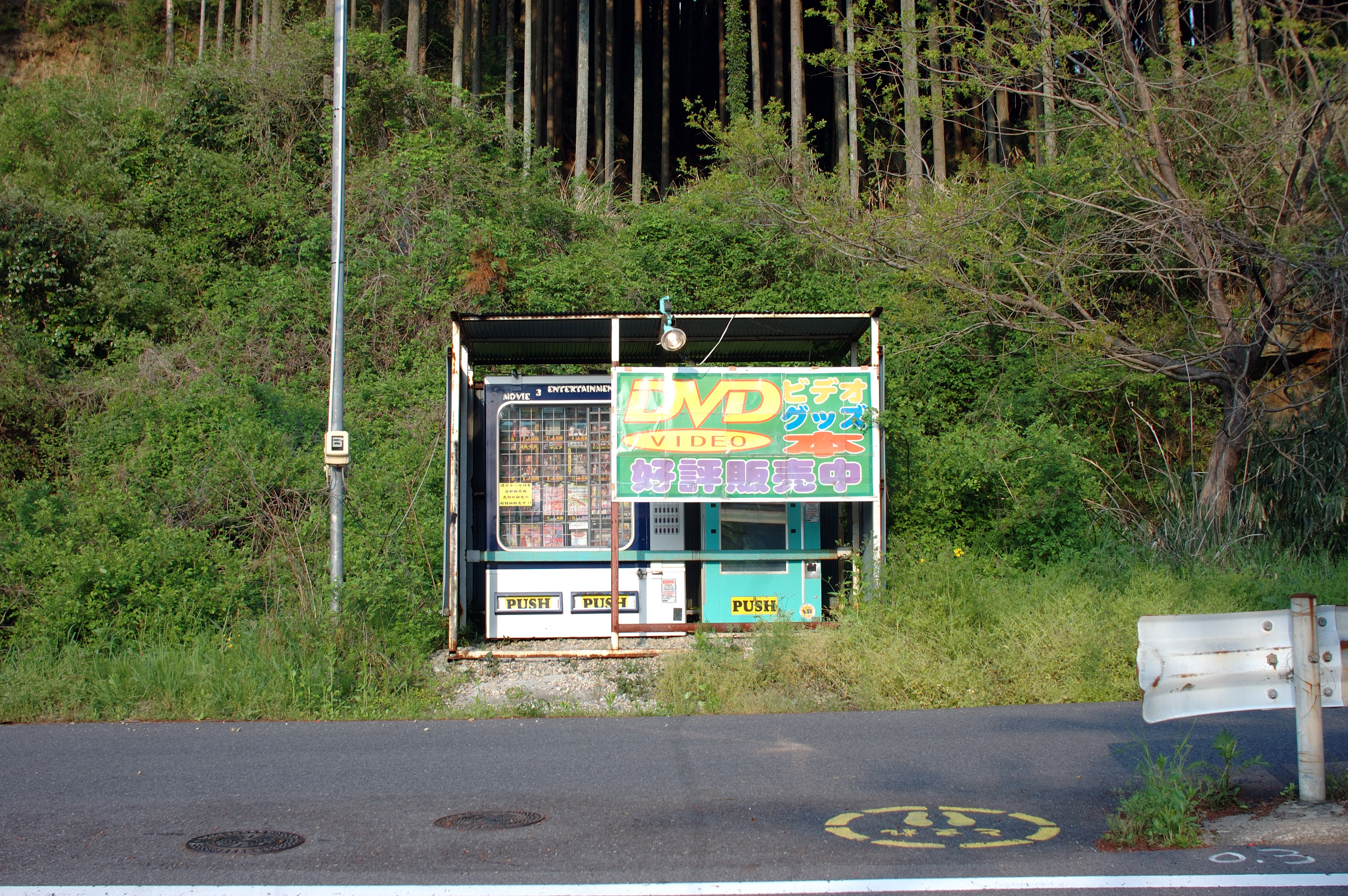
アダルトDVDの自販機（2008年撮影）

- アダルトDVDの自販機（2008年撮影）異性愛者の女性向けのポルノとしては、レディースコミック・ティーンズラブ・ボーイズラブ（やおい）といったジャンルがある。ボーイズラブは男性同士の同性愛（ゲイ）を、レディースコミックやティーンズラブでは男女間の異性愛がメインとして描かれているが、経緯としてはボーイズラブ系の作家に「男同士の恋愛関係を男女の関係に置き換えて作品を執筆してほしい」と依頼する形でレディースコミックやティーンズラブというジャンルが誕生している[80]。
- 守如子は、「流通形態」「読者の安心」の観点から流通について考察しており、例えばレンタルビデオ店のアダルトコーナーは多くの場合カーテンなどの向こう側に設置されており女性が入りにくい雰囲気となっているが、漫画の場合は売り場が男性向け・女性向けと分かれていることが多いため、女性がポルノを買う抵抗感が少なくて済むと考えている[81]。

- 日本では、堀あきこ[82]や守如子[83]は、従来のポルノ批判は男性向けのポルノばかりを想定して、「女性向けのポルノの存在」を黙殺しているのだとして、レディースコミック・ティーンズラブ・ボーイズラブといった形で女性向けのポルノ表現が定着しておりそれらには（保守的な道徳観によって抑圧されてきた）「女性が性的な欲望を持つこと」が肯定されるのだと、人間の自由から論じている。ただし、堀は男性向けのポルノと女性向けのポルノは異なる価値観に沿っているとしており、この点については守と立場が異なる[84]。
- グラビアアイドルの真島なおみは、「ゴッドタン」でAV（アダルトビデオ）を娯楽で鑑賞していることを告白し、「女性がAVを見るようになったのは、いい時代だと思います」と述べている[85]。
- 保守志向の活動家で反ポルノ運動を行っているキャサリン・マッキノンは日本でレディースコミックが女性に読まれていることについて、（自分は日本文化には詳しくないと前置きした上で）それは「幼少期に性的虐待を受けたケースなど極僅かではないか」と述べている[86][87]。
- 異性愛者の女性向けのレディースコミックでは、性行為のシーンで女性身体の描写がメインとなっていることも多い[88]。また、男性向けの成人漫画の性交シーンは性的快感に関する描写が多いが、それとは違いレディースコミックの性交中のシーンでは、そのセックスに関する不安や不満といった俯瞰的で細やかな心理描写が多用される特徴がある[89]。
- 異性愛者向け以外のポルノも製作されている。（⇒参照：「ゲイ・ポルノ」「ゲイ・ビデオ」「クィア・ポルノ [英語版]」「トランスジェンダー・ポルノ [英語版]」）

## 関連文献
性表現
- 井上章一編『性欲の文化史』（講談社、2008）
- 川本耕次『ポルノ雑誌の昭和史』（筑摩書房、2011）
- 志村三代子ほか編著『日活ロマンポルノ : 性の美学と政治学』（水声社、2023）
- 長澤均『ポルノ・ムービーの映像美学 : エディソンからアンドリュー・ブレイクまで 視線と扇情の文化史』（彩流社、2016）
- 永田守弘『日本の官能小説 : 性表現はどう深化したか』（朝日新聞出版、2015）
- 吉川孝著『ブルーフィルムの哲学 : 「見てはいけない映画」を見る』（NHK出版、2023）
- ナディーン・ストロッセン（松沢呉一監修、岸田美貴訳）『ポルノグラフィ防衛論：アメリカのセクハラ攻撃・ポルノ規制の危険性』（ポット出版、2007）
- Hines, Claire and Darren Kerr eds. Hard to Swallow: Hard-Core Pornography On Screen, Wallflower Press, 2012.
- Lehman, Peter, Pornography : Film and Culture, Rutgers University Press, 2006.
- Sharp, Jasper, Behind the pink curtain : the complete history of Japanese sex cinema , FAB, 2008.
- Williams, Linda, Hard Core: Power, Pleasure, and the "Frenzy of the Visible," University of California Press, 1989.
- Williams, Linda. Screening Sex, Duke University Press, 2008.
- Wong, Heung Wah, The Japanese adult video industry, Routledge, 2018.

社会的影響
- 中里見博『ポルノグラフィと性暴力 : 新たな法規制を求めて』（明石書店、2008）
- ぱっぷす編『ポルノ被害の声を聞く : デジタル性暴力と#MeToo』（岩波書店、2022）
- 渡辺真由子『「創作子どもポルノ」と子どもの人権 : マンガ・アニメ・ゲームの性表現規制を考える』（勁草書房、2018）
- ゲーリー・ウィルソン（山形浩生訳）『インターネットポルノ中毒：やめられない脳と中毒の科学』（DU BOOKS、2021）
- DeKeseredy, Walter S. and Marilyn Corsianos, Violence Against Women in Pornography, Routledge, 2017.

性表現規制
- 奥平康弘『表現の自由Ⅱ ―現代における展開』（有斐閣、1984）
- 加藤隆之『性表現規制の限界 : 「わいせつ」概念とその規制根拠』（ミネルヴァ書房、2008）
- 白田秀彰『性表現規制の文化史』（亜紀書房、2017）
- 園田寿・臺宏士『エロスと「わいせつ」のあいだ : 表現と規制の戦後攻防史』（朝日新聞出版、2016）
- 園山水郷『性と検閲 : 日本とフランスの映画検閲と女性監督の性表現』（彩流社、2015）
- 武田誠『わいせつ規制の限界』（成文堂、1995）
- 中山研一『わいせつ罪の可罰性 ―刑法 175 条をめぐる問題』（成文堂、1994）
- 安田理央『ヘアヌードの誕生 : 芸術と猥褻のはざまで陰毛は揺れる』（イースト・プレス 、2021）
- アン・スニトウ、パット・カリフィアほか（藤井麻利・藤井雅実訳）『ポルノと検閲』（青弓社、2002）
- Altman, Andrew and Lori Watson, Debating Pornography, Oxford University Press, 2019.
- Cornell, Drucilla, The Imaginary Domain: Abortion, Pornography & Sexual Harassment, Routledge, 1995.

裁判記録
- 倉持三郎『『チャタレー夫人の恋人』裁判 : 日米英の比較』（彩流社、2007）
- 内田剛弘編『愛のコリーダ裁判・全記録　上・下』（社会評論社、1980-1981）
- 現代思潮社編集部編『サド裁判　新装版　上・下』（現代思潮社、1972）

そのほか
- Boyle, Karen ed., Everyday Pornography, Routledge, 2010.
- Cornell, Drucilla, Feminism & Pornography, Oxford University Press, 2000.
- Dines, Gail et al. Pornography: The Production and Consumption of Inequality, Routledge, 1998.
- Jeffreys, Sheila, The Industrial Vagina: The Political Economy of the Global Sex Trade, Routledge, 2009.
- Seidman, Steven et al. eds. Handbook of the New Sexuality Studies, Routledge, 2007.